# PopMatters
 (juillet 2025).
PopMatters est un webzine international sur la critique culturelle. PopMatters publie sur son site internet des interviews et des critiques dans les domaines de la musique, de la télévision, du cinéma, de la littérature, des jeux vidéo, de la bd, des sports, du théâtre et du voyage.

### Articles de presse
- (en) - PopMatters Fifth Anniversary Retrospective (Editor's Picks of notable articles and reviews)
- (en) - "Hip Hop's Holy Trinity" by Lynne D. Johnson (selected for Da Capo Best Music Writing 2004)
- (en) - "The Tortured Soul of Marvin Gaye and R. Kelly" by Mark Anthony Neal (selected for Da Capo Best Music Writing 2004)
- (en) - "London Calling -- For Congo, Columbo, Sri Lanka...." by Robert Wheaton (selected for Da Capo Best Music Writing 2006)
- (en) - High on Fire concert review/travelogue by David Marchese (selected for Da Capo Best Music Writing 2006)
- (en) - "Defacing Wikipedia" by Brian C. Wilson